# Lām
Lām (in arabo لام‎? /læːm/) è la ventitreesima lettera dell'alfabeto arabo. Nella numerazione abjad essa assume il valore 30.

## Origine
Questa lettera deriva secondo alcuni da  dell'alfabeto nabateo, secondo altri da ܠ dell'alfabeto siriaco. In ogni caso deriva da lamed dell'alfabeto aramaico (), che nacque dalla lamedh dell'alfabeto fenicio (), generata dalla lamd dell'alfabeto proto-cananeo ().

## Fonetica
Foneticamente corrisponde alla laterale alveolare /l/ e, talvolta, come in الله Allāh, alla sua faringalizzazione [lˁ]. Nella trascrizione in alfabeto latino è associata a L.

## Scrittura e traslitterazione
lām viene scritta in varie forme in funzione della sua posizione all'interno di una parola:
| Forma isolata | Forma finale | Forma intermedia | Forma iniziale |
| ﻝ             | ـل…          | …ـلـ…            | …لـ            |

Vi è una particolare legatura che deve essere obbligatoriamente utilizzata quando una alif è preceduta dalla lettera lām: per evitare di scrivere لـا (grafia errata) viene impiegato il simbolo لا, chiamato appunto lām-alif e pronunciato /lā/.
Nella traslitterazione dall'arabo è comunemente associata a l.

## Sintassi
Lām è una lettera solare.